# Резолюция 248 на Съвета за сигурност на ООН
Резолюция 248 на Съвета за сигурност на ООН е приета единодушно на 24 март 1968 г. по повод ситуацията в Близкия изток.
Като застава зад своята Резолюция 236 (1967) и като обявява, че военните действия на Израел от 21 март 1968 г. (Битката при Караме, Йордания) представляват щателно планирана и широкомащабна военна операция на въоръжените сили на Израел срещу територията на Йордания, с Резолюция 248 Съветът за сигурност осъжда тези действия на Израел като нарушение на Устава на ООН и на резолюциите на Съвета за сигурност за прекратяване на огъня. Документът изразява съжалението на Съвета за сигурност относно човешките жертви и материалните щети, понесени в резултат на действията на Израел, и предупреждава, че подобни актове на насилие и други сериозни нарушения на обявеното прекратяване на огъня няма да бъдат толерирани и че Съветът ще бъде принуден да обсъди допълнителни и по-ефективни мерки съгласно Устава на ООН, които да обезпечат предотвратяването на бъдещи подобни актове. В допълнение Резолюция 248 призовава Израел да се въздържа от актове и действия, противоречащи на Резолюция 237 (1967), и предлага на генералния секретар да наблюдава ситуацията и при необходимост – да докладва своевременно на Съвета.